# Championnats d'Europe de tennis de table 1982
Navigation
Édition précédente Édition suivante
Les championnats d'Europe de tennis de table 1982, treizième édition des championnats d'Europe de tennis de table, ont lieu du 17 au 25 avril 1982 à Budapest, en Hongrie.
Le titre messieurs est remporté par le suédois Mikael Appelgren.